# Karel Gott
Karel Gott (Plzeň, 14 juli 1939 - Praag, 1 oktober 2019) was een populaire Tsjechische schlagerzanger bekend als de Gouden stem uit Praag.

## Biografie
Gott werd geboren in Pilsen. Zijn ouders waren Karel Gott (1911–1982) en Marie Valešová (1910–1977). Op het moment van zijn geboorte was Tsjecho-Slowakije bezet door nazi-Duitsland, die het gebied waarin Pilsen lag hadden uitgeroepen tot het Protectoraat Bohemen en Moravië. Hij wilde kunstschilder worden maar nadat hij was afgewezen voor de kunstacademie (UMPRUM) volgde hij een opleiding tot elektricien.
Zijn muzikale carrière begon hij in Praagse danscafés. Gott werd opgemerkt in een talentenwedstrijd. In 1963 bracht hij een Tsjechische versie uit van Moon River en mocht hij optreden in het theater Semafor. In 1967 nam hij deel aan een festival in Cannes en had hij gedurende zes maanden een show in Las Vegas. In 1968 vertegenwoordigde Gott Oostenrijk op het Eurovisiesongfestival, waarbij hij een 13e plaats haalde met het lied Tausend Fenster. Hij trad op in talrijke televisieshows - in door hemzelf gepresenteerde programma's, of als gast bij anderen. Tevens was hij, naar verluidt, een grote inspiratiebron voor de funky vocalist Chet Baker. Gott nam ongeveer 120 albums op. Het is niet precies bekend hoeveel platen hij verkocht heeft, maar men schat zo'n 50 miljoen tot 100 miljoen. In Duitsland alleen al verkocht hij 23 miljoen platen.
Zijn meeste liedjes zijn in het Duits en Tsjechisch, maar Gott nam ook vele liedjes in het Engels, Russisch en Italiaans op. Verder zong hij enkele liedjes in het Frans, Oekraïens, Hebreeuws, Latijn, Spaans, Romani, Pools, Hongaars, Kroatisch en Slowaaks.
Tevens leende hij zijn stem uit aan het titellied van de Duitse versie van Maja de Bij.
Hij won twintig keer de Český slavíkprijs voor beste zanger.

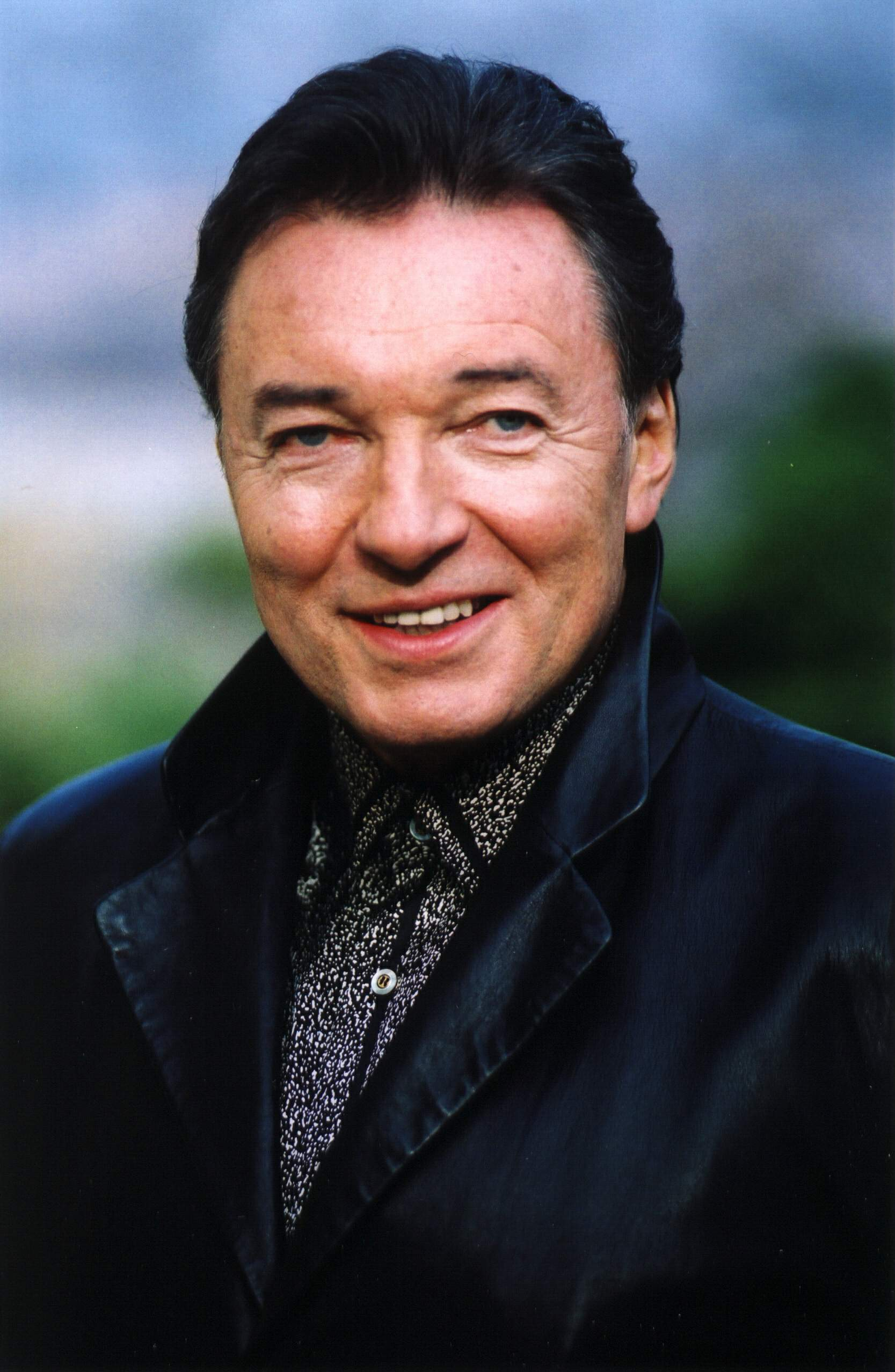
Karel Gott in 2002

Op 1 oktober 2019 overleed in de 80 jaar geleftijd Karel Gott in familiale kring te Praag. In september 2019 had de zanger al aangekondigd dat hij aan acute leukemie leed. Als gevolg hiervan onderging hij een poliklinische behandeling in het Algemeen Ziekenhuis te Praag. Gott kampte al sinds 2015 met gezondheidsproblemen.

## Bekende liedjes
| - Lady Carneval 1968 - Was damals war 1969 - Weißt du wohin (Doctor Zhivago) 1969 - Einmal um die ganze Welt 1970 - Schicksalsmelodie (Love Story) 1971 - Die Biene Maja 1975 | - Das Mädchen aus Athen 1978 - Babička 1979 - Und die Sonne wird wieder scheinen 1982, - Fang das Licht 1986 met Darinka - Edelweiß - Delilah | - Warum müssen Jahre vergehn - Ich bin da um dich zu lieben 1994 met Daliah Lavi - Immer wenn der Abend beginnt - Jede Nacht - Küsse gegen Einsamkeit - Die Welt war schön |

## Onderscheidingen
| - Goldene Nachtigall 1963, 1971 - Goldene Stimmgabel 1982, 1984, 1995 - Hermann-Löns-Medaille 1983 | - Diamantene Schallplatte 1992 - Europäischer Kristallglobus 2001 |